# Delta Galil
Delta Galil (hebräisch דלתא גליל) ist ein israelischer Wäschehersteller, der 2012 Schiesser übernommen hat. Das Unternehmen wurde 1975 von Dov Lautman gegründet.
Der Textilkonzern erzielte im Geschäftsjahr 2023 einen Konzernumsatz von 1,86 Milliarden US-Dollar, der ausgewiesene Nettogewinn belief sich auf 91,6 Millionen Dollar.
Die Fertigung findet in Bulgarien, Ägypten und Thailand statt.

## Geschichte

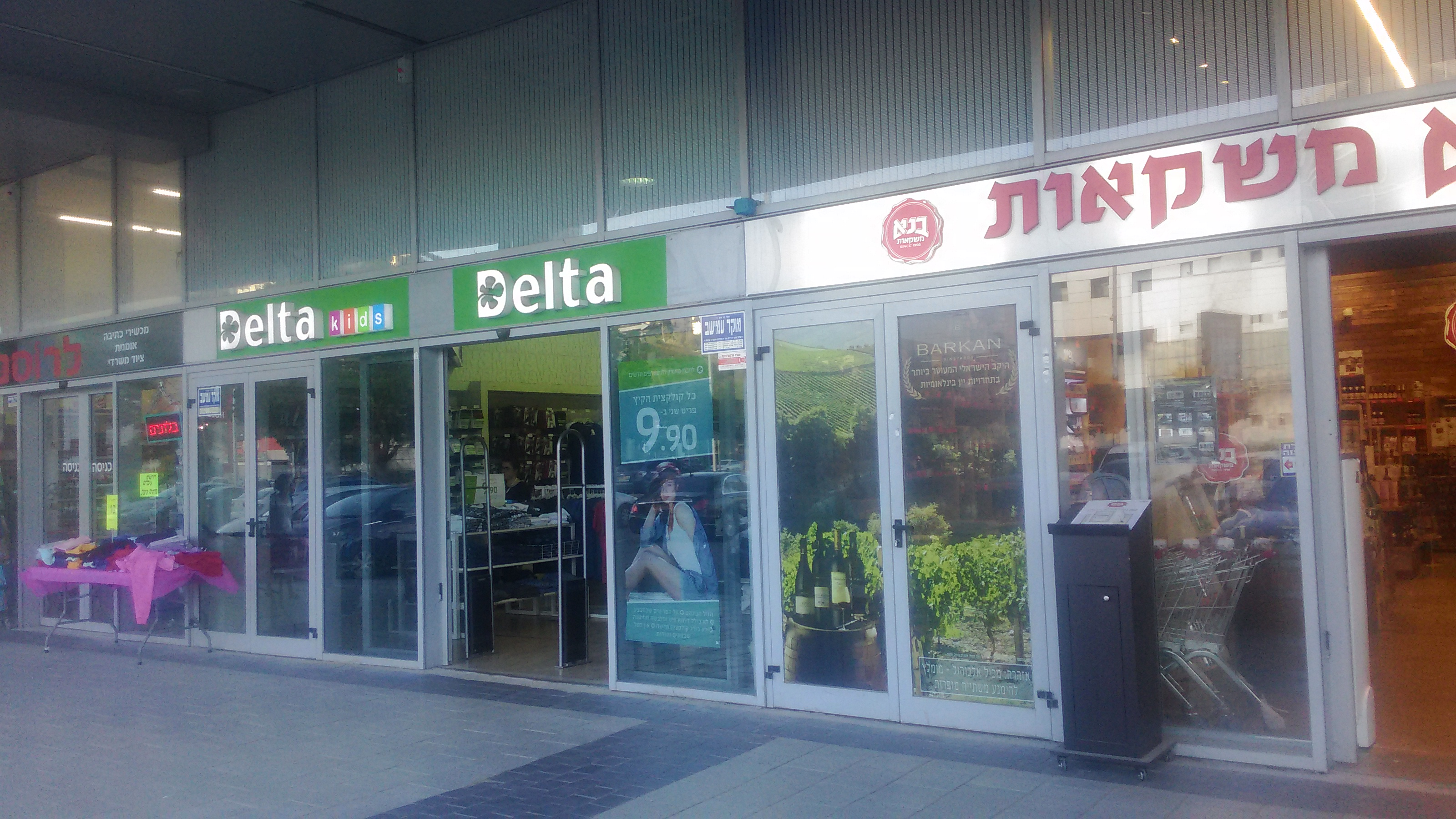
Ladengeschäft von Delta Galil

### Anfänge
Der Wirtschaftswissenschaften-Absolvent des Massachusetts Institute of Technology Dov Lautman und der Ingenieur Eliezer Peleg gründeten Delta Galil 1975 mit zwei Fabriken in Karmi’el (Stoffherstellung und Näherei) und Nazareth (Näherei) sowie dem Hauptsitz in Tel Aviv als Produzent für Herren-Unterwäsche. Der erste Kunde war das Warenhaus Hema in den Niederlanden. Bis 1980 erweiterte Delta Galil die Produktion und erhöhte seine Belegschaft in Galiläa. Die bestehende Beziehung zum britischen Einzelhändler Marks & Spencer wurde ausgebaut. Nach nur drei Jahren erreichte das Unternehmen einen Umsatz von 14,5 Millionen US-Dollar. Im selben Jahr wurde das erste eigene Einzelhandelsgeschäft in Israel eröffnet. 1981 erweitert Delta Galil seine Produktion um Socken und eröffnete hierfür eine weitere Fabrik in Karmi:el. Die Präsenz in Übersee wurde weiter ausgebaut und Delta UK wurde eröffnet. Ein Lizenzvertrag mit Pierre Cardin wurde geschlossen.

### Börsengang
1982 fusionierte Delta Galil mit Moler Textile aus Naharija und ging an die Tel Aviver Börse unter dem Ticker TLV: DELT. 1985 wurde ein Verkaufsbüro in New York eröffnet.
Delta Galil entwickelte 1987 ein innovatives Baumwoll-Lycra-Gewebe und nutzte es für die Damen-Unterwäschekollektionen, was zu weiterem Wachstum und Durchdringung in dieser Kategorie beitrug. Die Sara Lee Corporation erwarb 1988 25 % der Aktien von Delta Galil und wurde strategischer Partner. Sara Lee erhöhte schließlich seinen Anteil auf fast 40 %. Ab 1994 begann das Unternehmen die Produktion von nahtloser Bekleidung und expandierte in den nächsten Jahren rasch auf das Dreifache der Produktionskapazität. Nach den Friedensabkommen mit Ägypten und Jordanien eröffnete Delta Galil als erstes israelisches Unternehmen 1995 Nähfabriken in diesen Nachbarländern. 1998 kaufte Dov Lautman 12,5 % von Delta Galils Aktien von Sara Lee zurück.

### USA-Expansion und Führungswechsel
2001 baute Delta Galil seine Aktivitäten in den USA mit der Übernahme des Unterwäscheherstellers Wundies und dem Damen-Unterwäschehersteller Inner-Secrets aus und gründete mit diesen beiden Zukäufen Delta USA. Der konsolidierte Umsatz erreichte 559 Millionen US-Dollar. Delta Galil erwarb den US-amerikanischen Strumpfwarenhersteller Auburn Hosiery Mills, einschließlich der Wilson-Strumpfwarenlizenz des Unternehmens in den USA und Europa im Jahr 2003. 2004 erwarb Isaac Dabah (GMM Capital) die 23 %-Beteiligung von Sara Lee und erhöhte damit seine Gesamtbeteiligung auf 28,5 %. Dabah wurde der zweitgrößte Aktionär des Unternehmens und wurde zum Vice Chairman of the Board ernannt.
Gründer Dov Lautman wurde 2007 mit dem renommierten Israel-Preis für sein Lebenswerk ausgezeichnet. Als er erkrankte verkauft er seine 13,3%ige Mehrheitsbeteiligung an GMM Capital. Isaac Dabah wurde somit Mehrheitsaktionär. Delta Galil eröffnete eine neue Socken-Fabrik in Bulgarien. Nach einer Schwäche-Phase der Aktie inmitten der globalen Finanzkrise wurde Isaac Dabah zum CEO von Delta Galil ernannt und begann mit einer erfolgreichen umfassenden Reorganisation, die die Voraussetzungen für eine längere Expansionsphase schuf. Delta Galil erwarb die Produktions- und Vermarktungsrechte für Tommy Hilfiger im Bereich Damenwäsche. 2009 erwarb Delta den israelischen Sockenproduzenten Gibor Sports Active Wear Ltd und verdoppelte so sein Geschäft mit Nike.

### Schiesser-Übernahme
Mit dem Erwerb der Schiesser AG 2012 konnte Delta Galil seinen Wachstum auf dem europäischen Markt weiter ausbauen. Nach dem Tod von Dov Lautman 2013 sagte Premierminister Benjamin Netanjahu: „Lautman war einer der Begründer der modernen israelischen Industrie und ein Pionier der fortschrittlichen Technologie und des Exports.“

### Weiteres Wachstum
2014 erreichte der konsolidierte Umsatz erstmalig eine Milliarde US-Dollar. 2016 erwarb Delta Galil das Jeanslabel 7 For All Mankind und die Freizeitbekleidungsmarke Splendid von der VF Coerweiterte und erweitert damit sein Premium-Markenportfolio. Ein Jahr später schloss Delta Galil mit Calvin Klein eine Lizenzvereinbarung für Unterwäsche, Nachtwäsche und Socken für Jungen und Mädchen ab. Delta Galil erwarb den französischen Unterwäschehersteller Eminence Group 2018 und erweitert damit das wachsende Portfolio des Unternehmens um die Marken Eminence, Athena und Liabel. Der konsolidierte Umsatz erreicht 1,5 Milliarden US-Dollar.
Im Jahr 2021 verkaufte Delta Galil 20 % des Eigenkapitals von Delta Israel Brands durch einen erfolgreichen Börsengang an der Börse von Tel Aviv unter dem Ticker TLV: DLTI. Delta Galil behielt 80 % des Eigenkapitals. Delta Galil unterzeichnete Lizenzvereinbarungen mit Adidas für Herren- und Damenunterwäsche (Markteinführung 2022), Wolford für Dessous und Bademode (Markteinführung 2022), Polo Ralph Lauren für Unterwäsche und Nachtwäsche für Damen (Markteinführung 2023) und Lauren für Unterwäsche für Damen (Markteinführung 2024). Delta Israel Brands startet die neue Sportbekleidungsmarke Panta Rei und den E-Commerce-Shop Victoria’s Secret.
Im November 2023 übernahm Delta Galil die Damenunterwäschemarke Passionata von der Chantelle Group.